# Église Saint-Saturnin de Calvisson
Pour les articles homonymes, voir Église Saint-Saturnin.
L'église Saint-Saturnin de Calvisson est une église gothique d'origine romane située à Calvisson, dans le département français du Gard en région Occitanie.

## Histoire

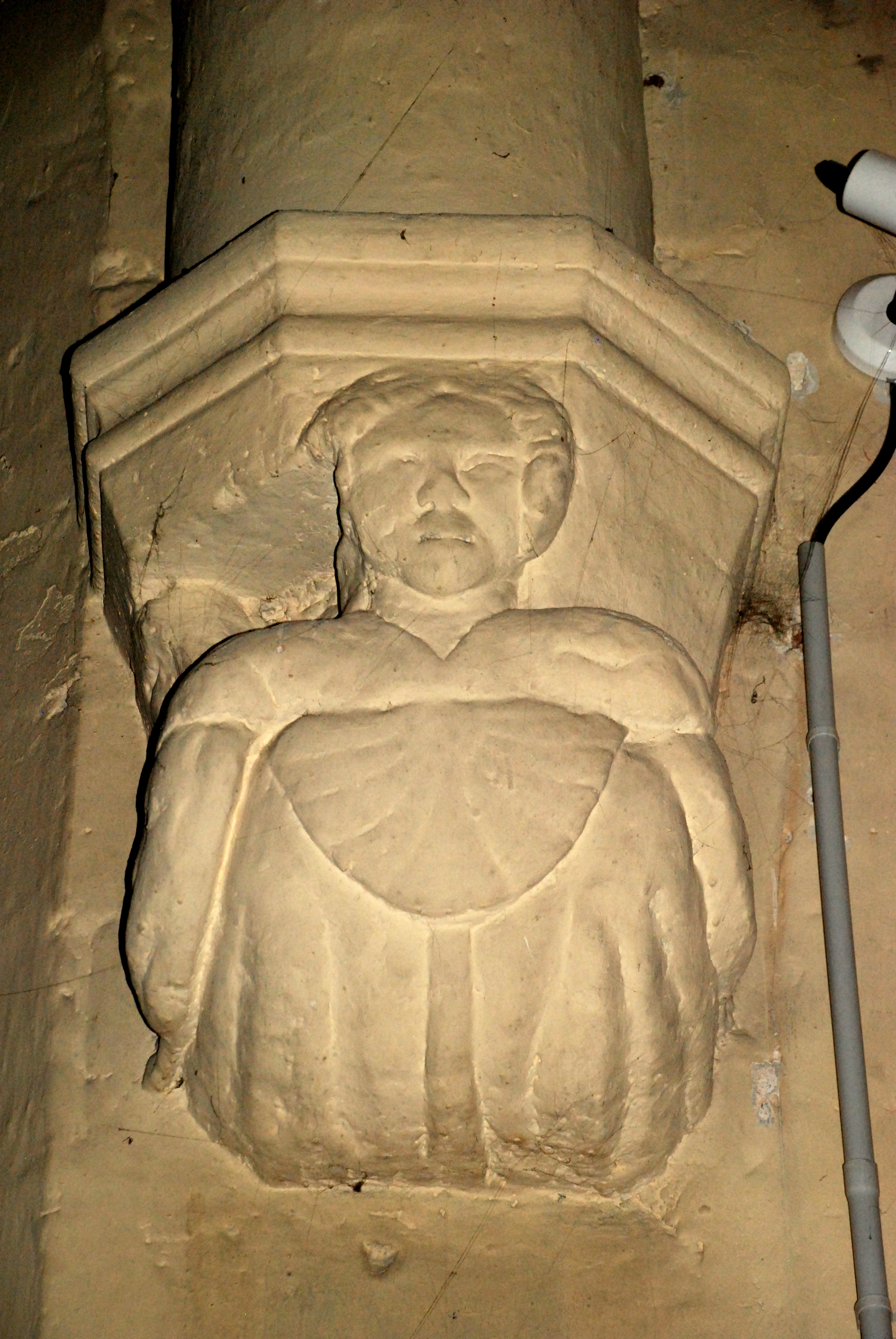
Cul-de-lampe historié de la chapelle droite représentant un moine.

Le village de Calvisson est mentionné en 1060 sous le nom d'In terminium de Calvitione dans le cartulaire de la cathédrale de Nîmes.
L'église apparaît en 1114 sous le nom de Sanctus-Saturninus de Calvicino dans le cartulaire du monastère Saint-Sauveur de la Font à Nîmes, puis en 1156 sous celui d'Ecclesia de Calvitione dans le cartulaire de la cathédrale de Nîmes. Calvisson faisait partie de la viguerie et du diocèse de Nîmes.
Construction à l'origine romane, l'église Saint-Saturnin fut, d'après les archives, remaniée à la fin du XVe siècle dans le style gothique. Ce prieuré avec cloître fut très endommagé lors des guerres de Religion qui opposèrent catholiques et protestants tout au long du XVIe siècle. Restaurée à la fin du XVIIe siècle et au début du XVIIIe siècle, l'église a malheureusement perdu son cloître (au nord de l'édifice), son clocher, ainsi que ses trois chapelles latérales sud. Les emplacements de ces 3 chapelles dont on peut encore voir l'amorce des voûtes gothiques qui culminaient à 8 m, entre les contreforts très massifs des travées, abritent aujourd'hui deux garages (un seul prochainement démoli) et le bâtiment de la sacristie. Les deux travées les plus à l'ouest furent restaurées à partir de 1686.
La période révolutionnaire ne va pas non plus ménager l'édifice qui servira de "Temple de la Raison" durant quelques mois en 1794 avant d'être donné aux protestants, qui procédèrent à quelques restaurations et ne restituèrent  l'église aux catholiques qu'en 1816.
L'église est inscrite eu titre des monuments historiques par arrêté du 6 décembre 1949.
À partir de janvier 2009, l'église a fait l'objet d'une sérieuse et vaste campagne de restauration, de réhabilitation et de mise en valeur. En effet, seule la façade ouest du monument, donnant sur la place du pont, était « présentable ». Le mur nord de la nef présentait d'inquiétantes lézardes, signes de mouvements de terrain, les toitures étaient vétustes, les encadrements des baies géminées de la nef et du chœur réalisés en pierre tendre de Mus étaient rongés par le temps, les vitraux eux-mêmes étant abîmés, certains cassés, surtout ceux de la façade sud qui abritent de nombreux nids de pigeons… Ces éléments ont donc été repris et restitués.
Les travaux se sont achevés en juin 2009. La restauration des vitraux est remarquable tout comme celle des baies gothiques qui les abritent, avec la pose de grillages de protection en cuivre et laiton.

## Architecture

### Architecture extérieure
La longueur totale de l'édifice est de 35 mètres et sa surface intérieure couvre 400 m2, ce qui en fait la plus grande église du Vaunage. 

#### Architecture romane
De l'église romane initiale, il ne reste que de rares traces, dont une arcade apparente dans le mur septentrional, au niveau de la deuxième travée, en grande partie masquée par la maçonnerie ultérieure.
Il existe sur le même mur, à hauteur de la troisième travée, une autre baie cintrée, complètement murée.

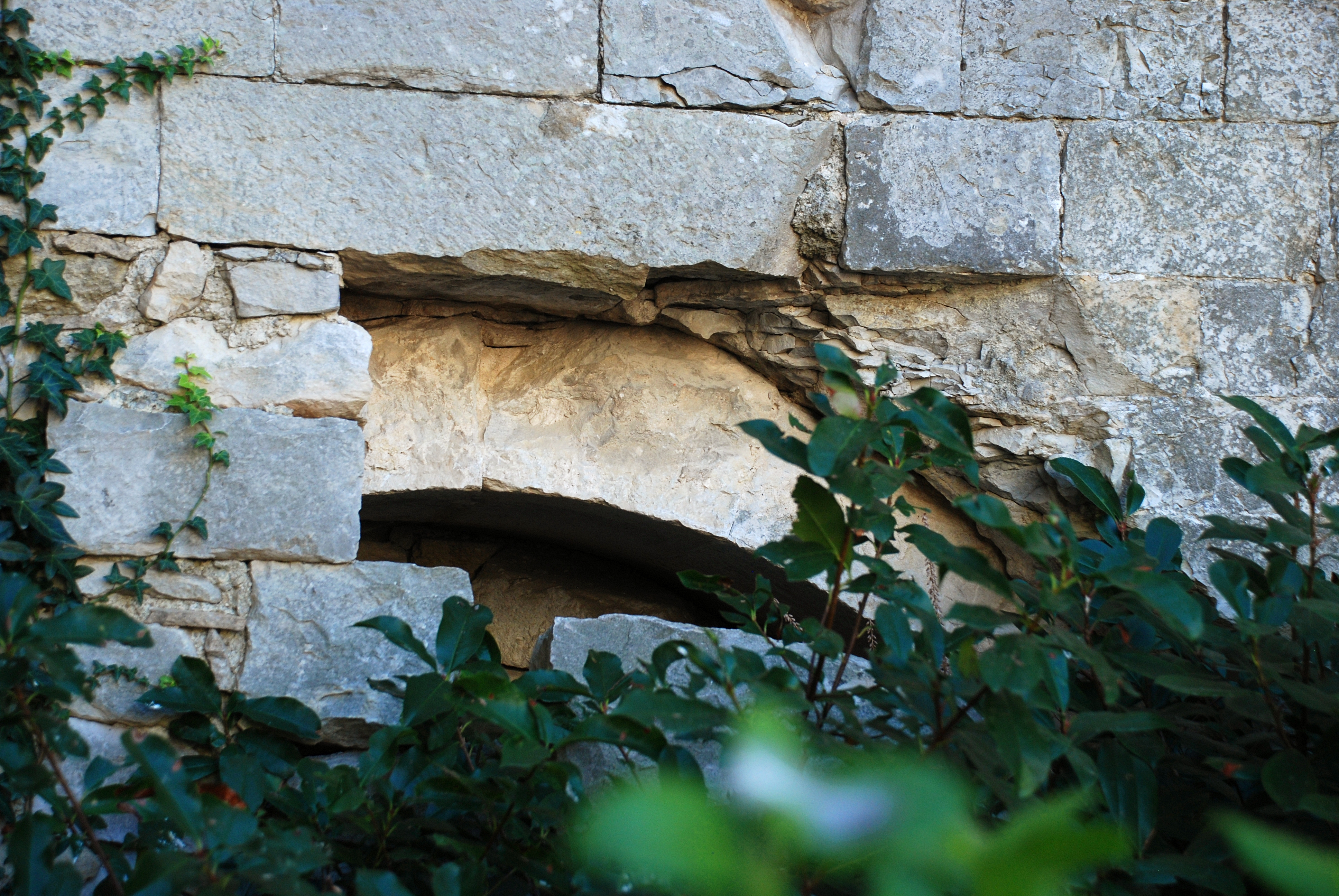
Arcade romane dans le mur septentrional.
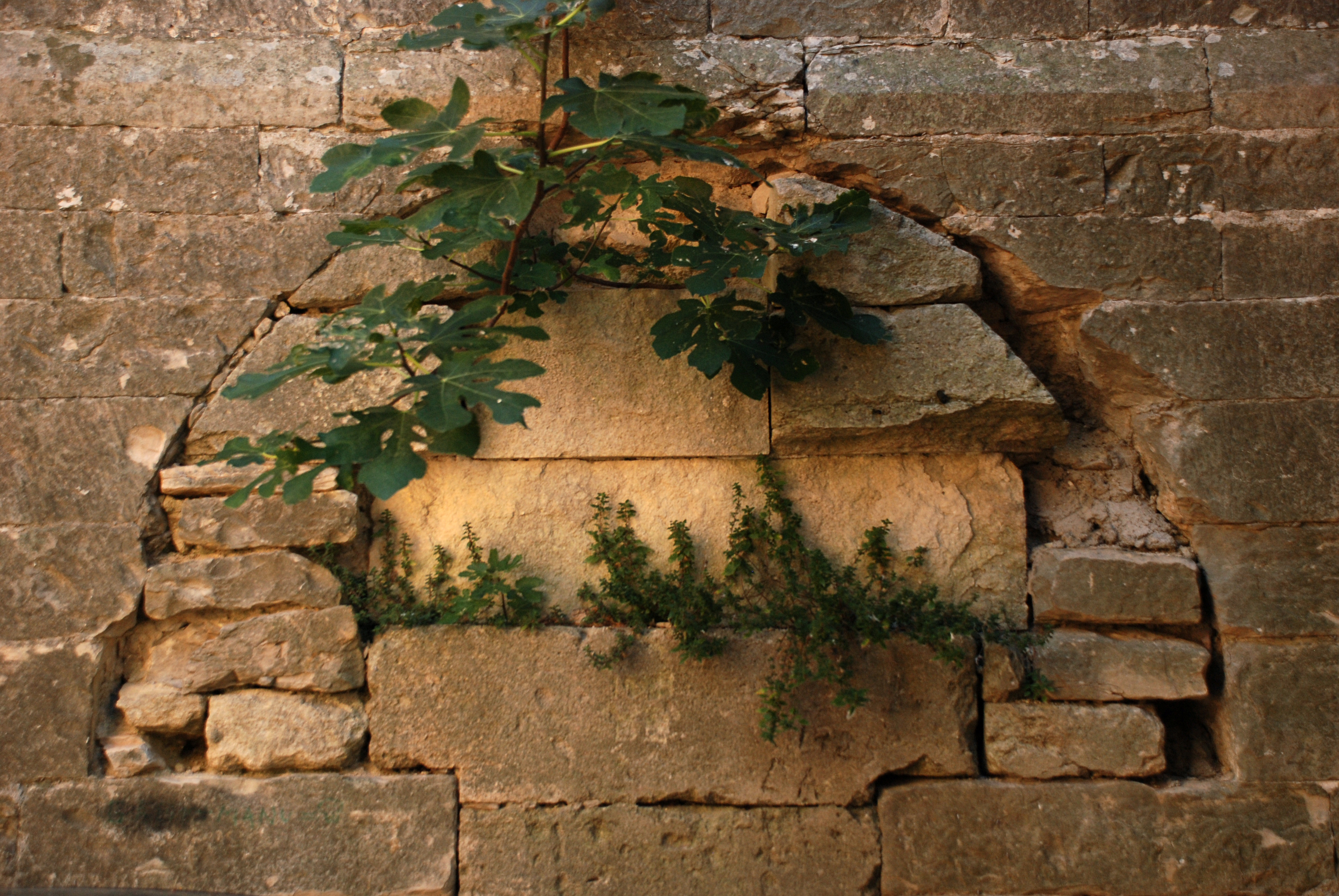
Baie murée dans le mur septentrional.

#### Architecture gothique
L'église gothique est édifiée en pierre de taille assemblée, en règle générale, en appareil régulier dans les parties basses et en appareil irrégulier dans les parties hautes.

##### La façade occidentale

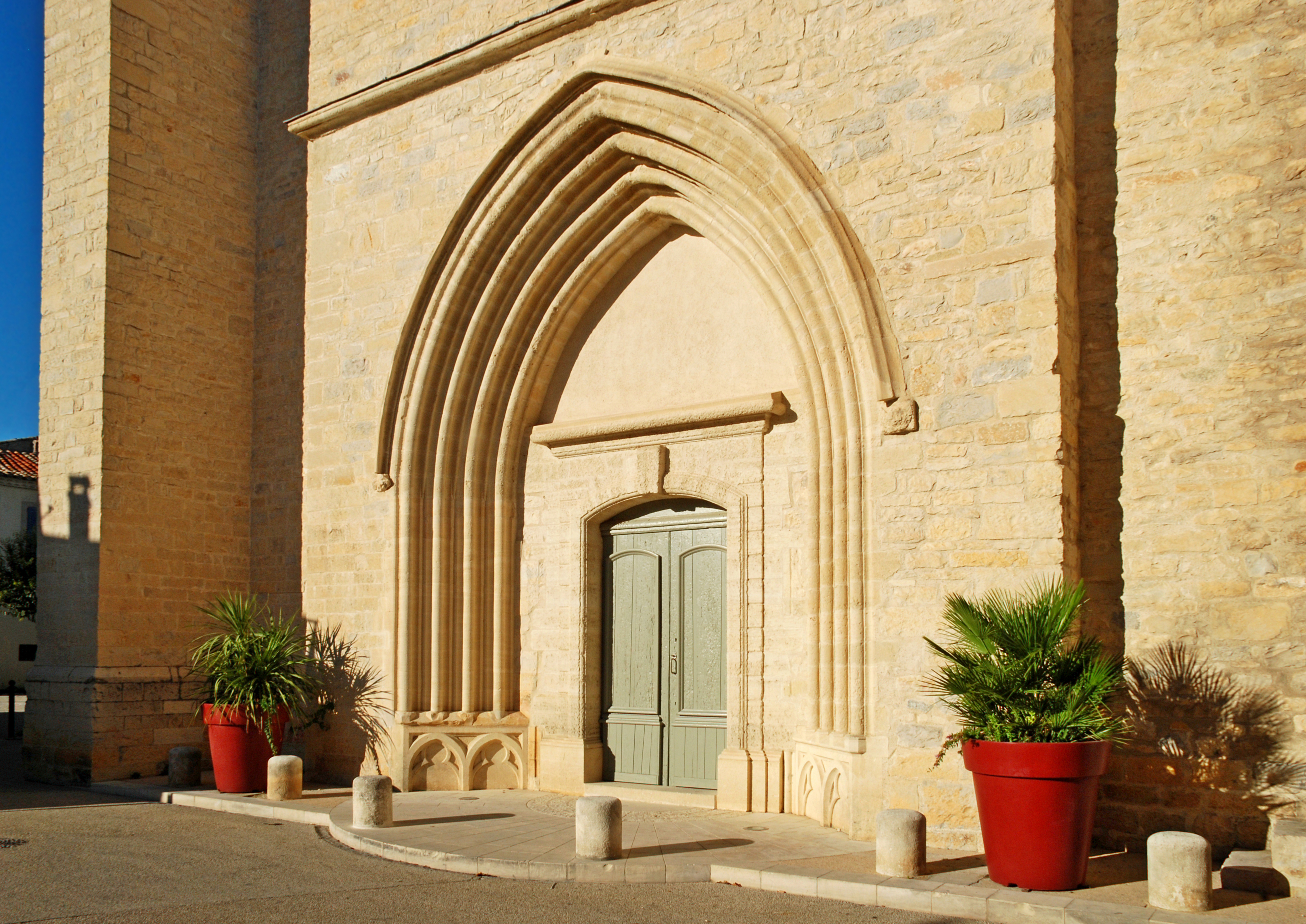
Le portail ogival.

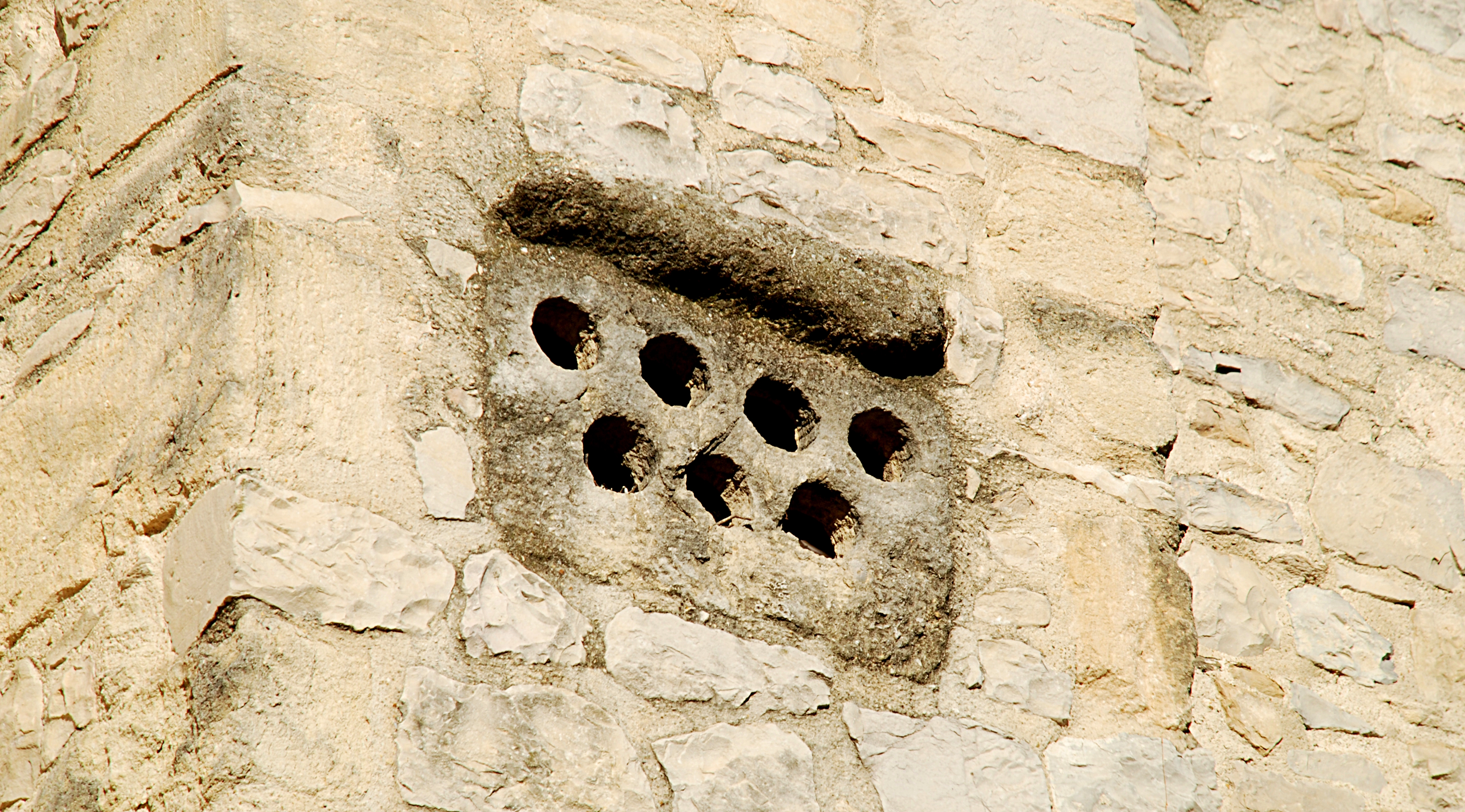
La pierre à sept trous.

La façade occidentale présente un portail de style ogival en légère saillie, surmonté d'un grand oculus et d'un clocheton, et encadré de deux puissants contreforts. Le portail comporte une archivolte constituée de quatre voussures moulurées se prolongeant en de fines colonnettes reposant sur un décor d'arcatures trilobées. Cette archivolte est surmontée d'un larmier reposant sur des culs-de-lampe détruits. Ce portail intègre une élégante porte de style néo-classique édifiée à la fin du XVIIIe siècle ou au début du XIXe siècle : sur fond de bossages, cette porte présente un encadrement mouluré, un arc surbaissé et une clé d'arc saillante, le tout surmonté d'un entablement.
Le portail est surmonté d'un oculus à ébrasement simple mais très profond abritant un beau vitrail de la seconde moitié du XIXe siècle, lui-même surmonté d'un clocheton du XIXe siècle, composé de deux registres séparés par un fin cordon de pierre, d'une baie campanaire unique abritant une cloche datant de 1845 d'un diamètre de 87 cm (environ 400 kg), issue de l'atelier de fonderie avignonnais " Pierre Pierron ", d'un fronton triangulaire, et enfin d'une croix sommitale surmontée d'une girouette culminant à 19,50 m. 
La façade est délimitée latéralement par deux puissants contreforts étrangement asymétriques, celui de gauche étant surmonté d'une couverture en bâtière et celui de droite étant doté d'une couverture en appentis. On notera également que le contrefort de droite est percé à sa base d'une petite porte et présente en hauteur une petite baie carrée ainsi qu'une sorte de "grille d'aération" composée d'une pierre percée de sept trous ressemblant à un petit pigeonnier. Ce contrefort plus épais abrite un escalier en colimaçon conduisant à la toiture.    

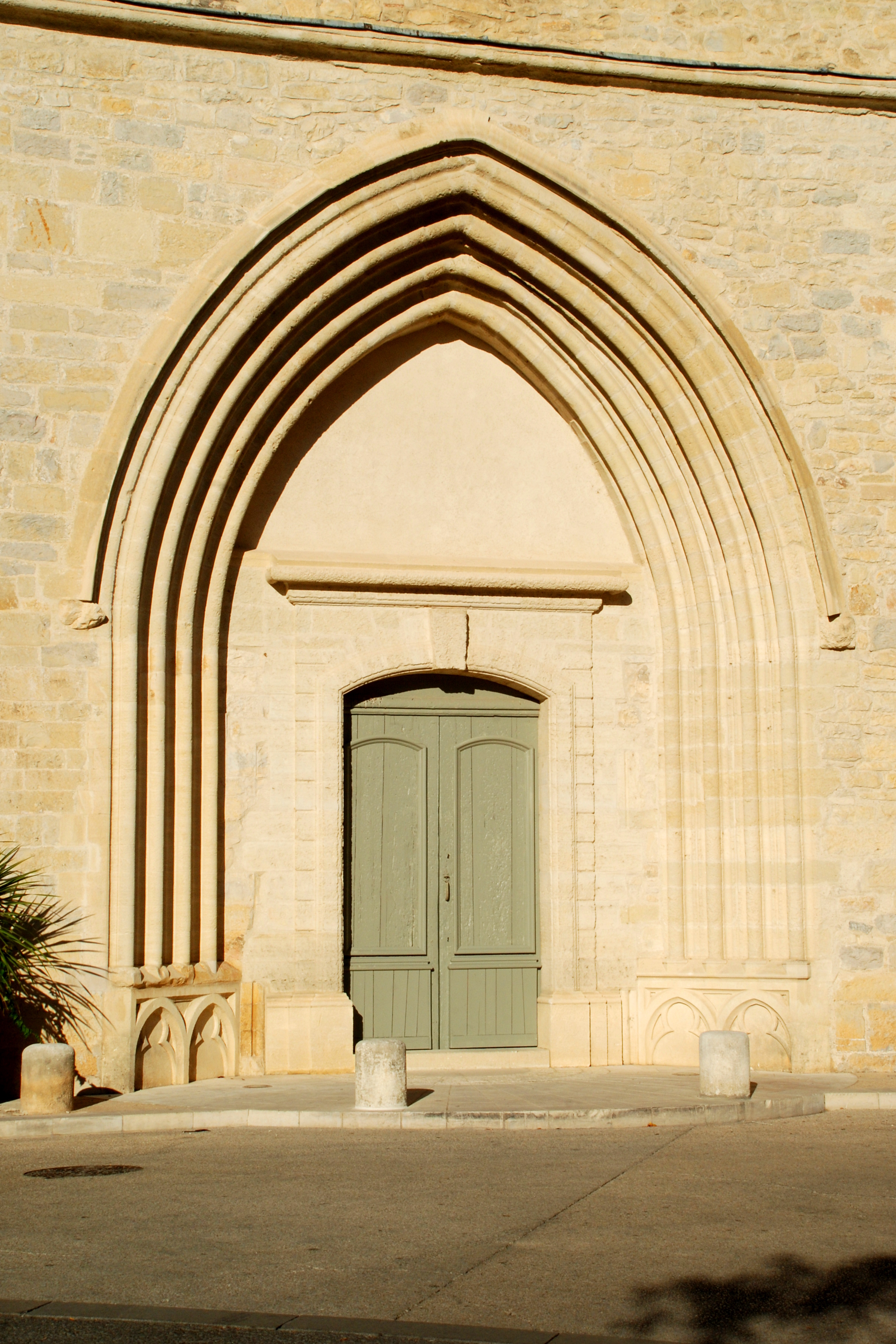
Le portail ogival.
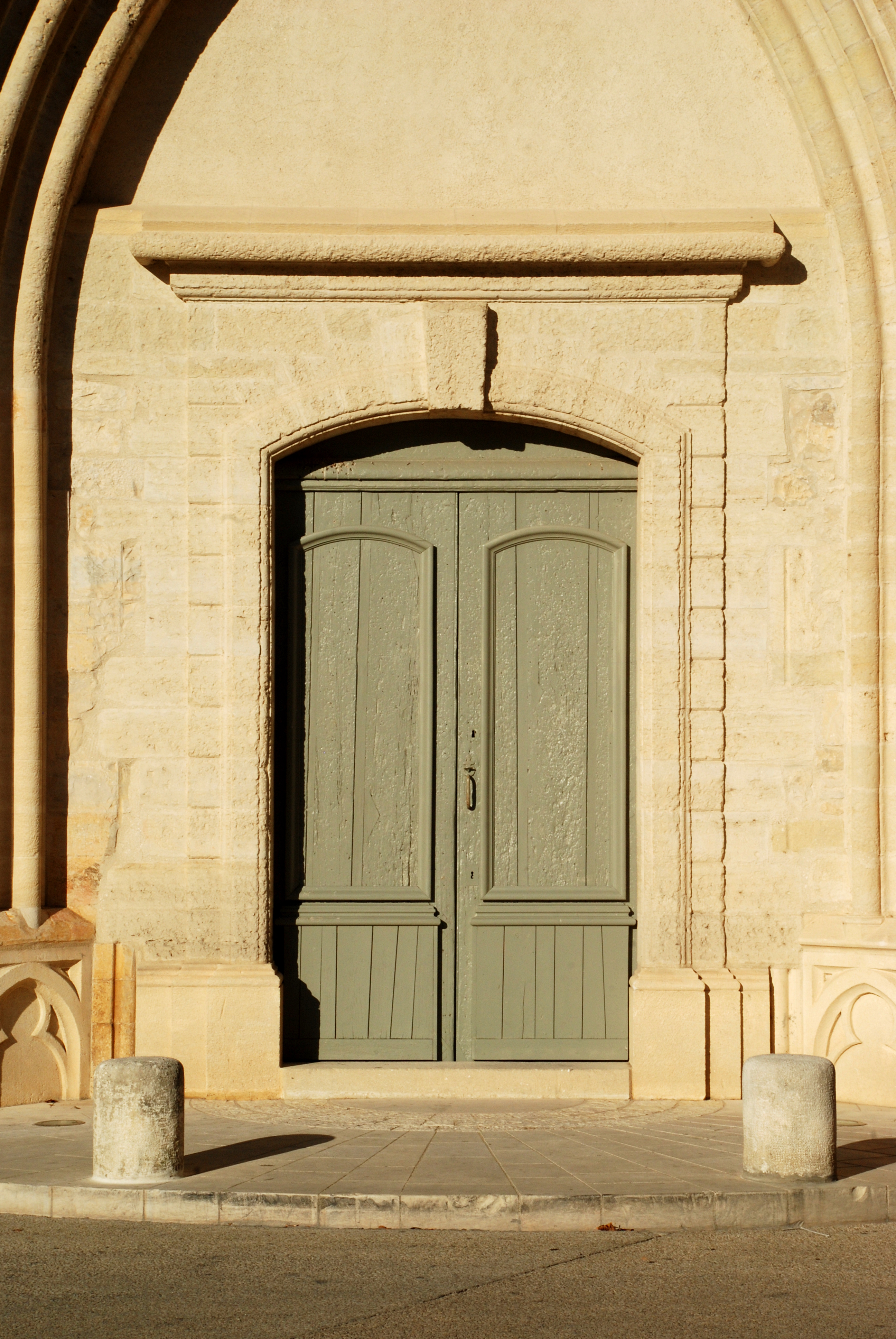
La porte de style néo-classique.
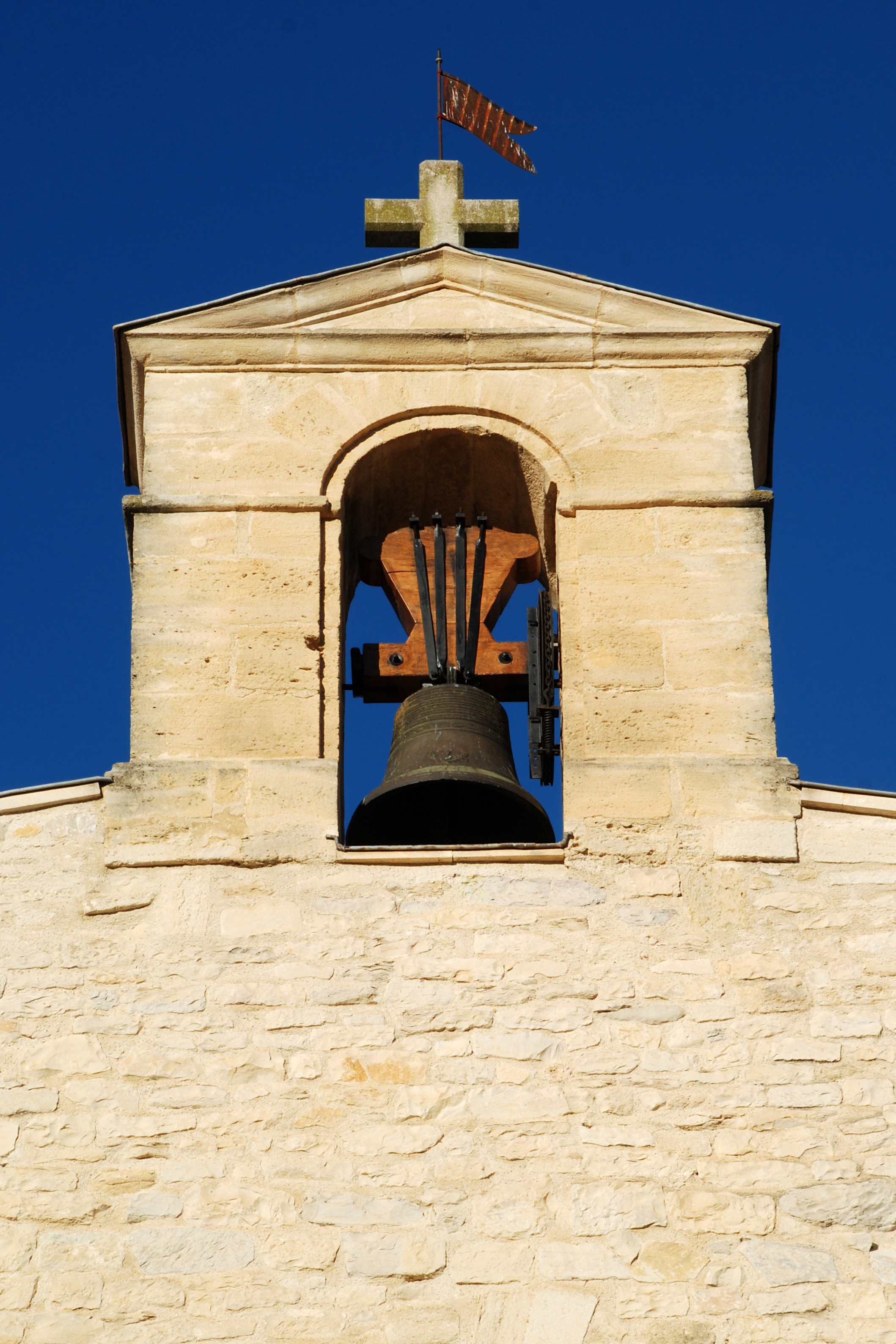
Le clocheton.

##### La façade méridionale

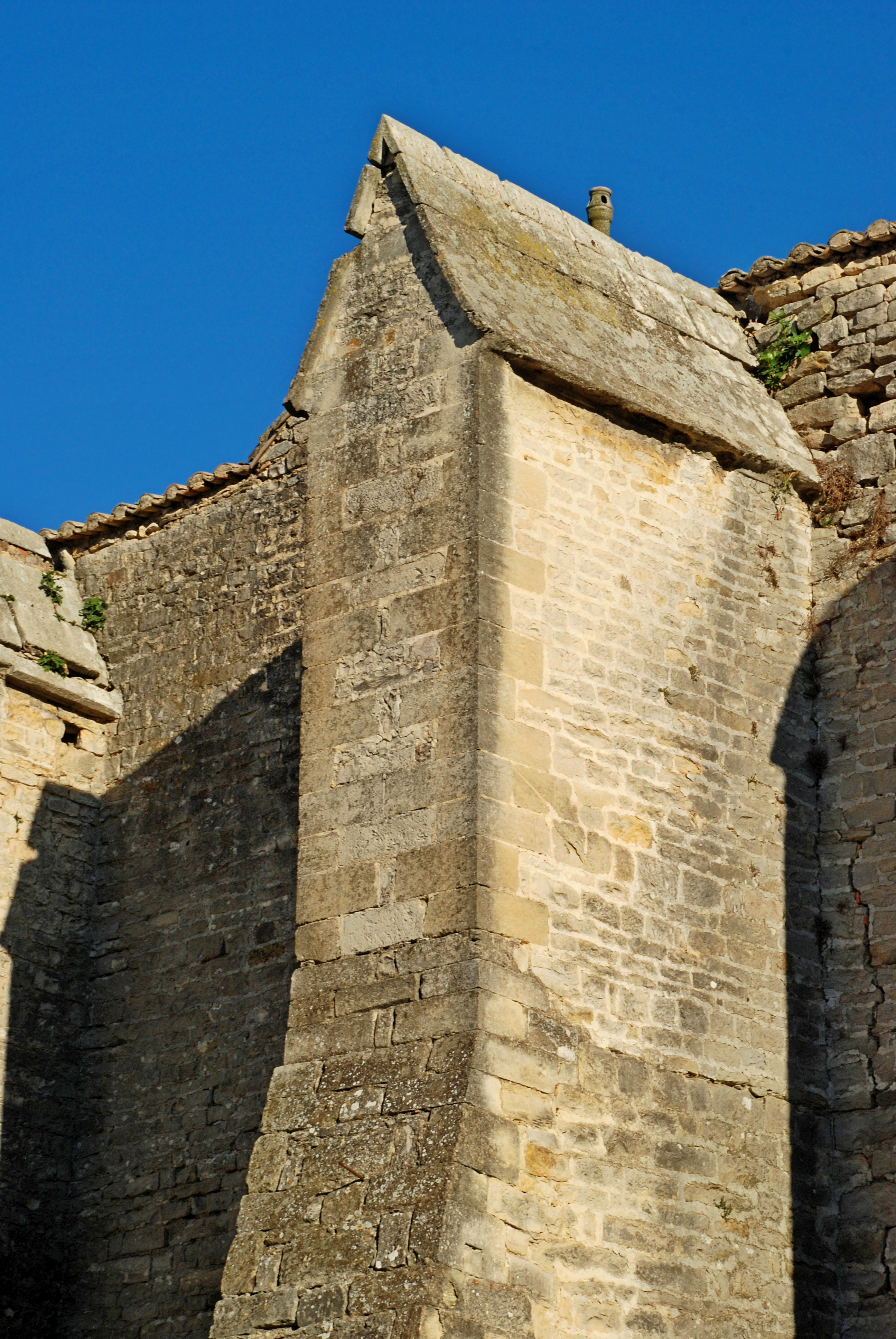
Contrefort de la façade nord.

La façade méridionale est rythmée par de puissants contreforts en pierre de taille terminés par une couverture en bâtière. Entre ces contreforts, on distingue les vestiges des chapelles latérales sud, dont on peut encore voir l'amorce des voutes gothiques. La partie haute de cette façade est percée de grandes fenêtres ogivales terminés chacune par une rose.

##### La façade septentrionale
La façade septentrionale, austère et impressionnante, ne présente ni fenêtres, ni décoration, ni traces de chapelles latérales. Elle est soutenue par de puissants contreforts, entre lesquels on peut apercevoir les vestiges de l'arcade romane évoquée plus haut.

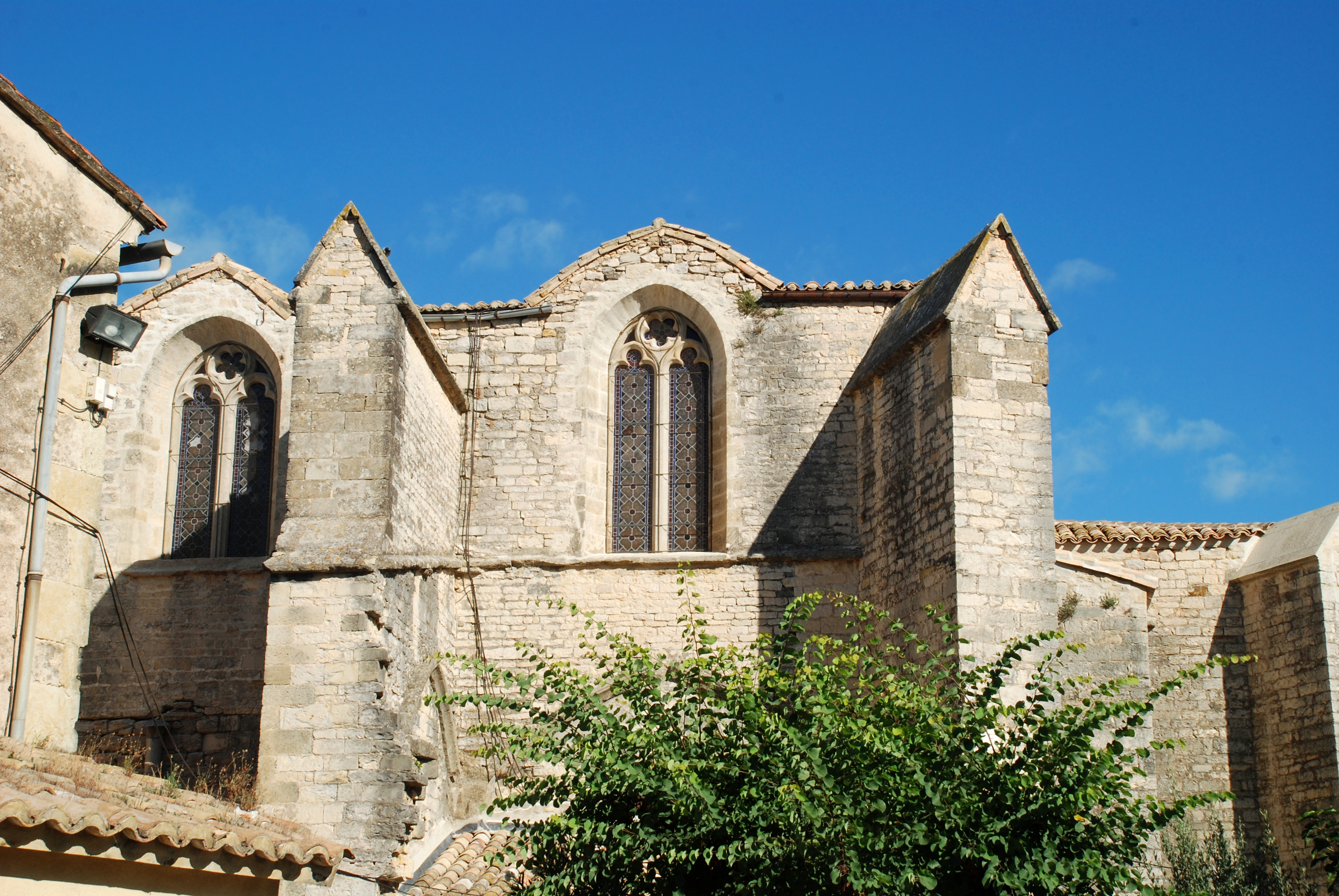
La façade méridionale.
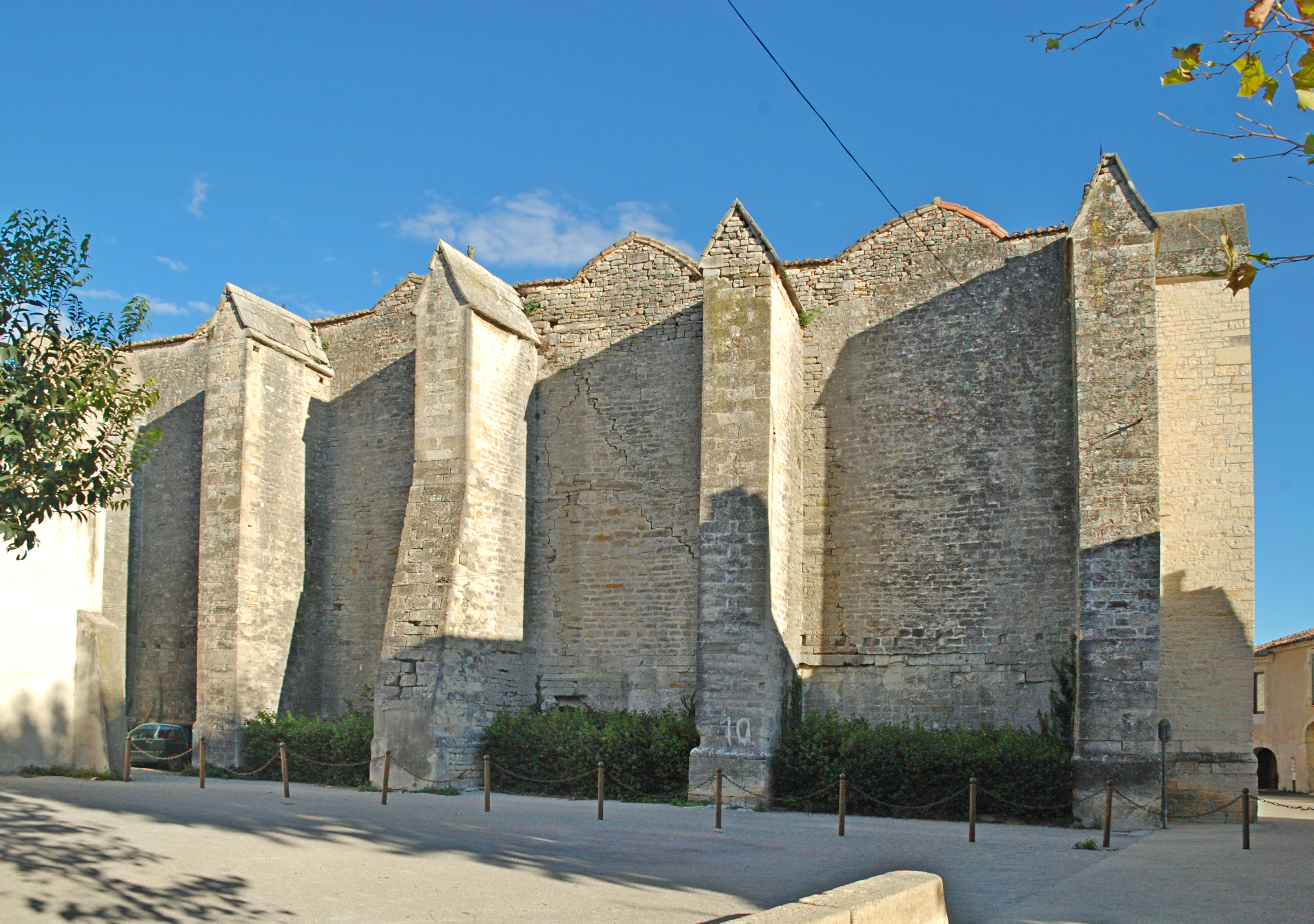
La façade septentrionale.

### Architecture intérieure

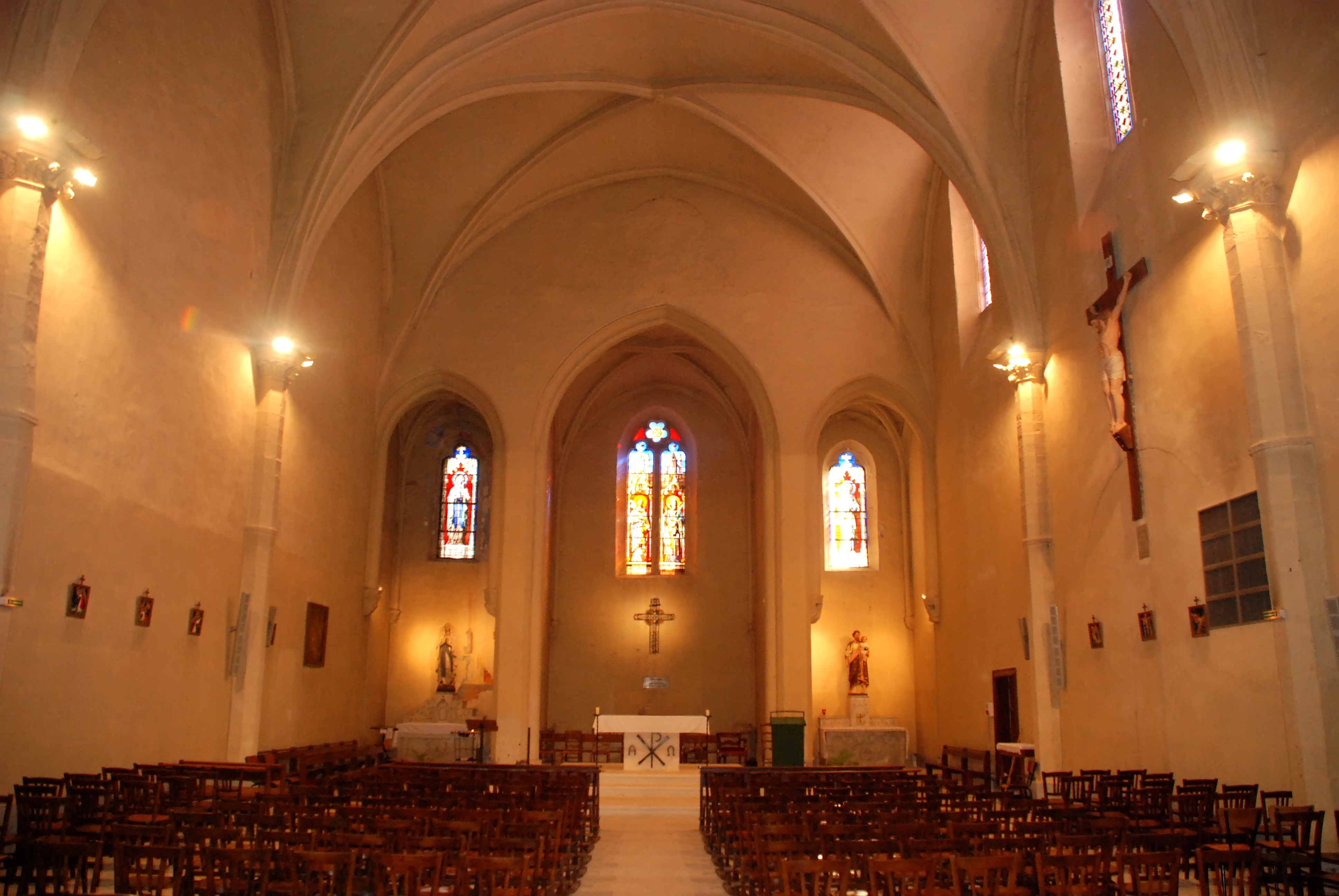
La nef et le chœur.

#### La nef
L'église est composée d'une nef unique sans collatéraux : cette vaste nef de 27 m de long sur 11,50 m de large est composée de quatre travées sur croisées d'ogives. Elle est éclairée par les quatre baies ogivales de la façade méridionale, qui abritent des vitraux de la seconde moitié du XIXe siècle, et par le magnifique vitrail de la rose ouest. La hauteur des voûtes est de 14,50 m et le faîtage de son imposante toiture (plus de 500 m2), couronné par une rangée de dalles de pierres dite « ligne de vie », culmine à 15 m.

#### Le chœur
Le chœur est composé de trois chapelles dans l'alignement de la nef qui possèdent, chacune, des fenêtres gothiques qui abritent également des vitraux de la seconde moitié du XIXe siècle (1874, atelier Martin Avignon). Ces chapelles possèdent également des voûtes sur croisées d'ogives. La chapelle principale du chœur est plus basse que la nef (hauteur de sa voûte : 10,50 m). Elle est surmontée du haut mur de l'abside qui était percé, à l'origine, d'une rose aujourd'hui malheureusement bouchée, dont on devine encore la trace. Les deux chapelles qui l'encadrent sont encore un peu plus basses (hauteur de leurs voûtes : 8 m) ce qui donne, à l'extérieur, un élégant chevet plat à plusieurs décrochages de toitures.

## Ornementation

### Colonnes gallo-romaines

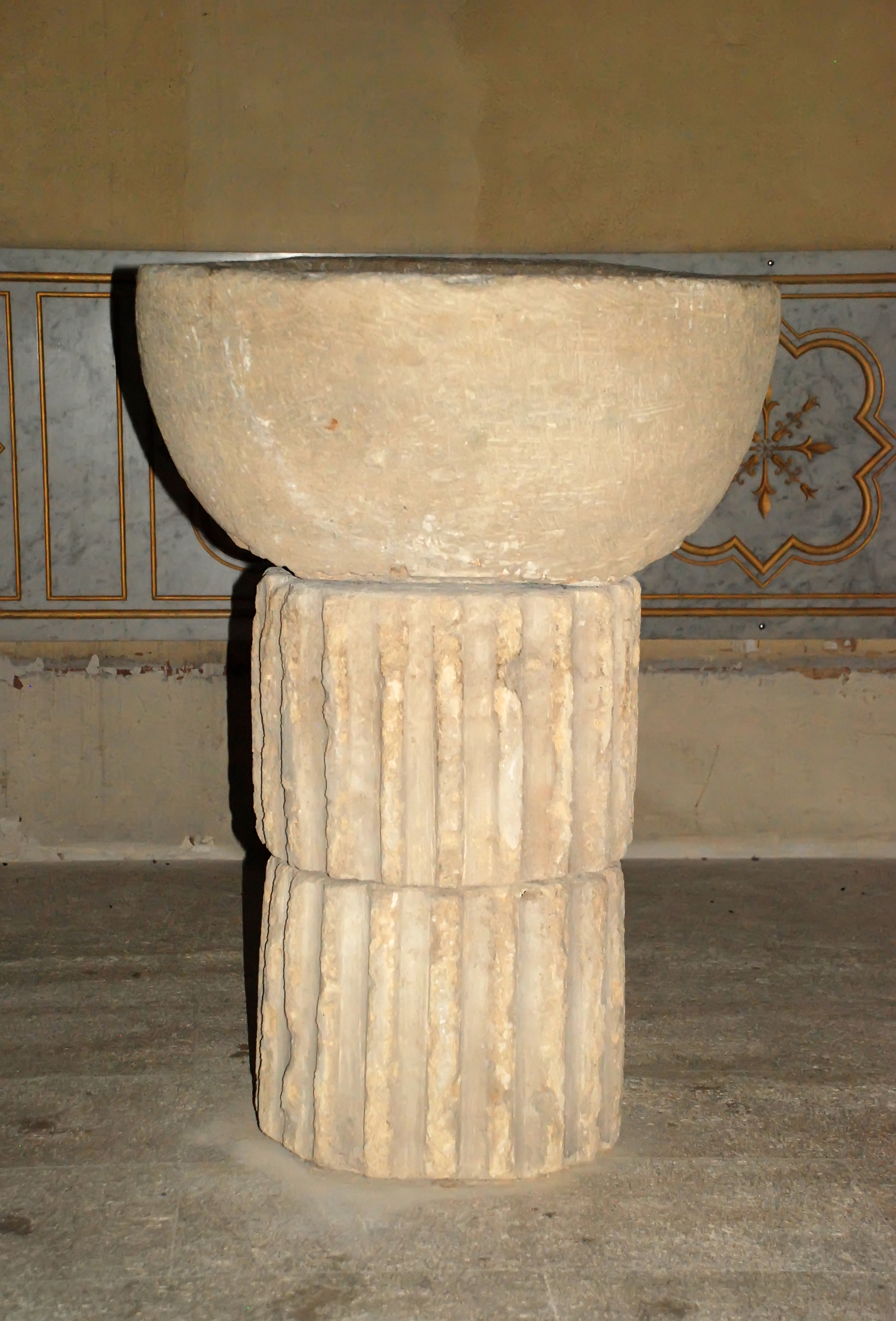
Cuve portée par des fragments de colonnes gallo-romaines.

Le chœur abrite des fragments de colonnes gallo-romaines dont deux sont superposés et supportent une cuve circulaire. 

### Culs-de-lampe historiés
Chacune de chapelles latérales du chœur présente quatre culs-de-lampe historiés : ceux de devant figurant des moines et ceux du fond représentant des visages grotesques.

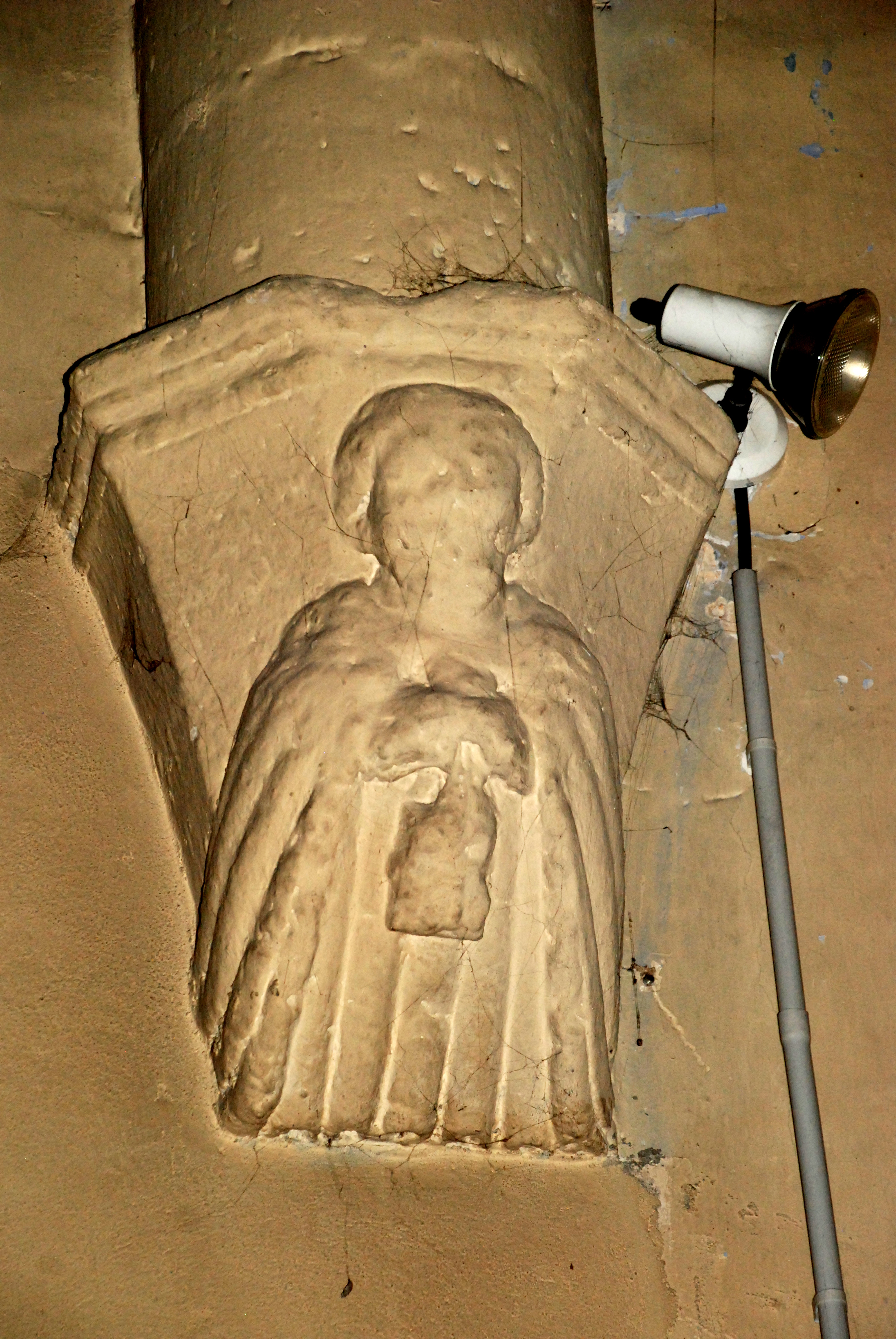
Chapelle de gauche (à gauche).
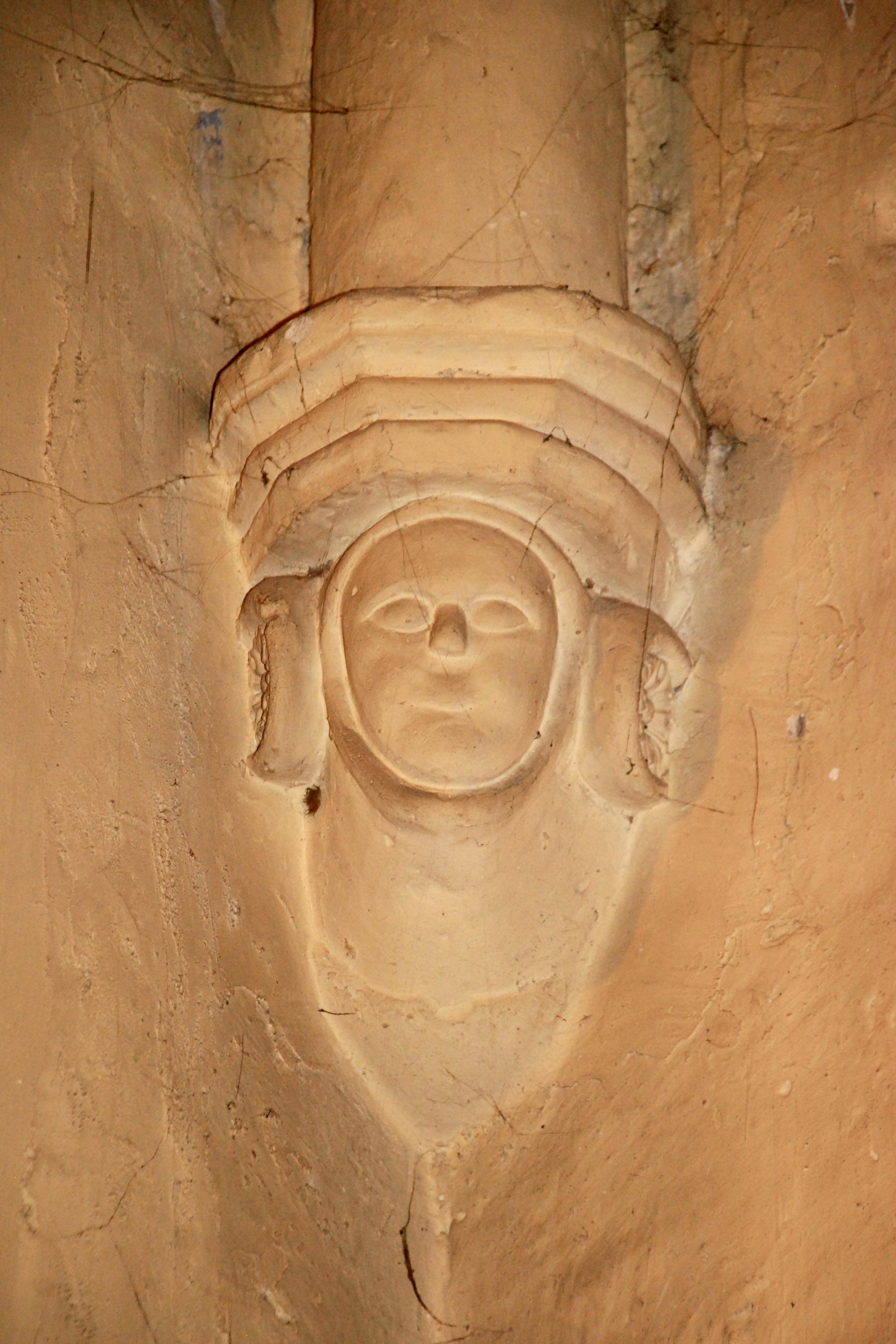
Chapelle de gauche (au fond à gauche).
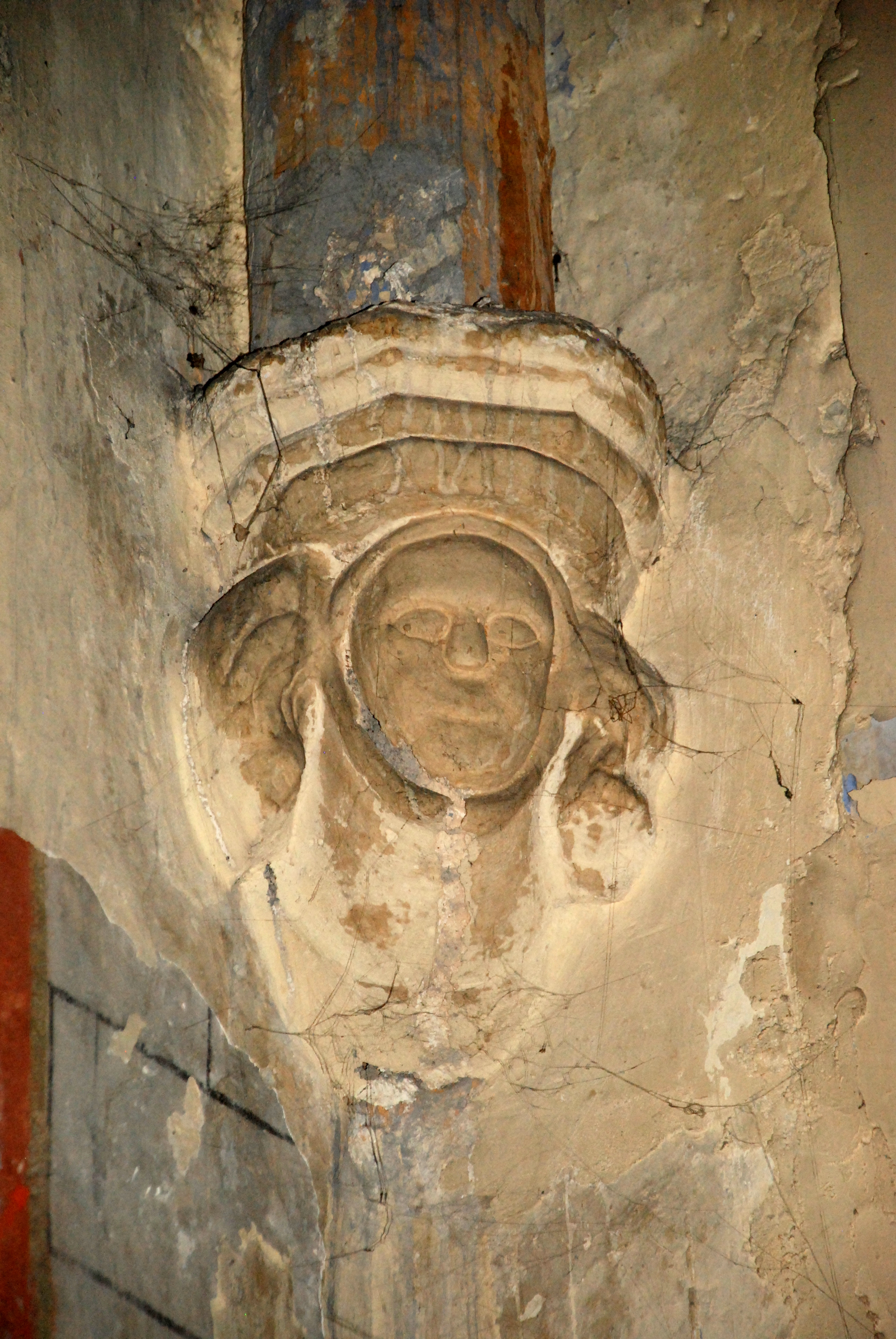
Chapelle de gauche (au fond à droite).
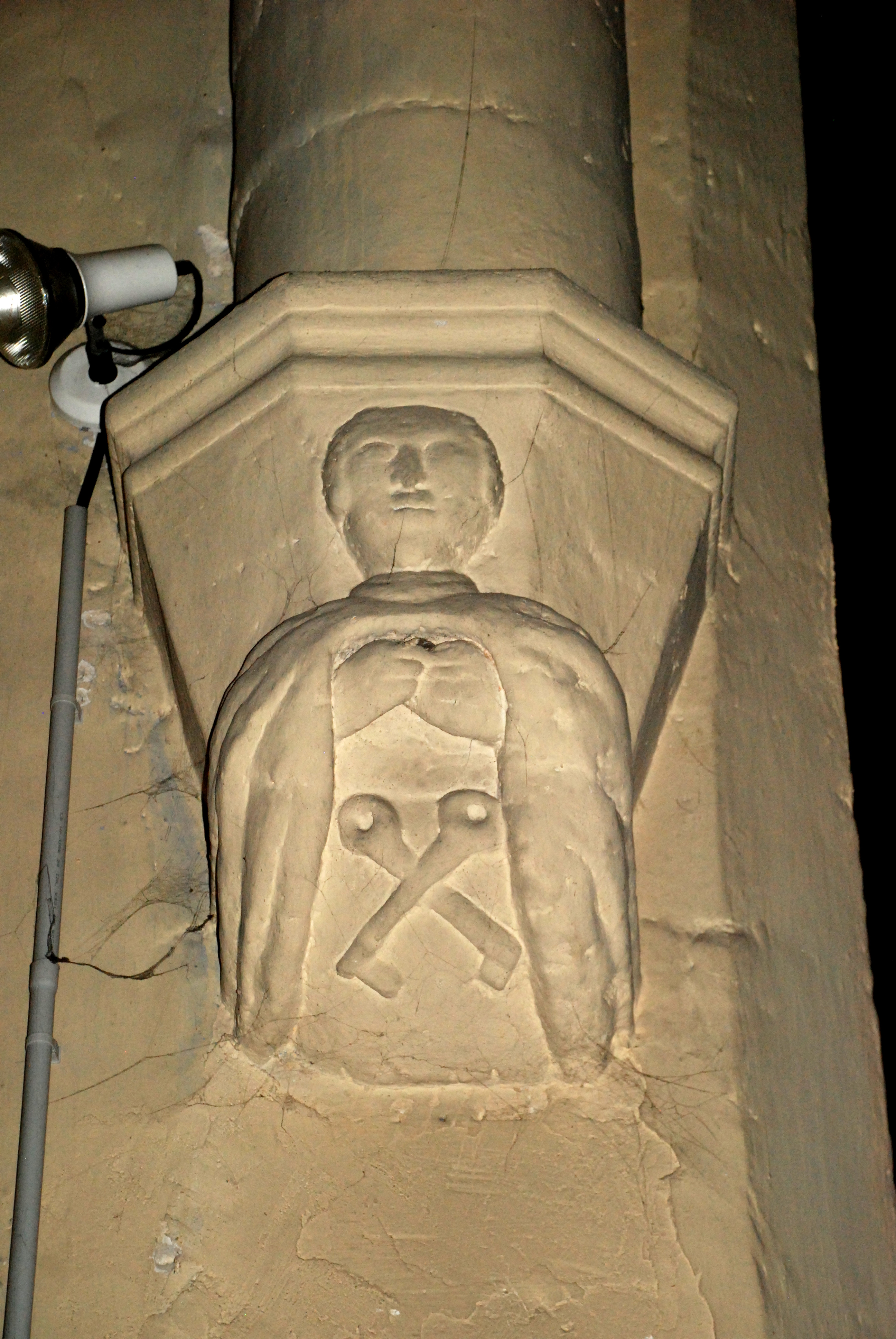
Chapelle de gauche (à droite).

### Fonts baptismaux
Le fond de la nef, côté nord, abrite des fonts baptismaux en pierre taillée du XVIe siècle. Ces fonts baptismaux sont classés monuments historiques au titre objet depuis le 30 septembre 1911. Ces fonts sont constitués d'une cuve cylindrique au décor géométrique reposant sur un socle en pierre octogonal et entourée d'une clôture de pierre aux fortes balustres.

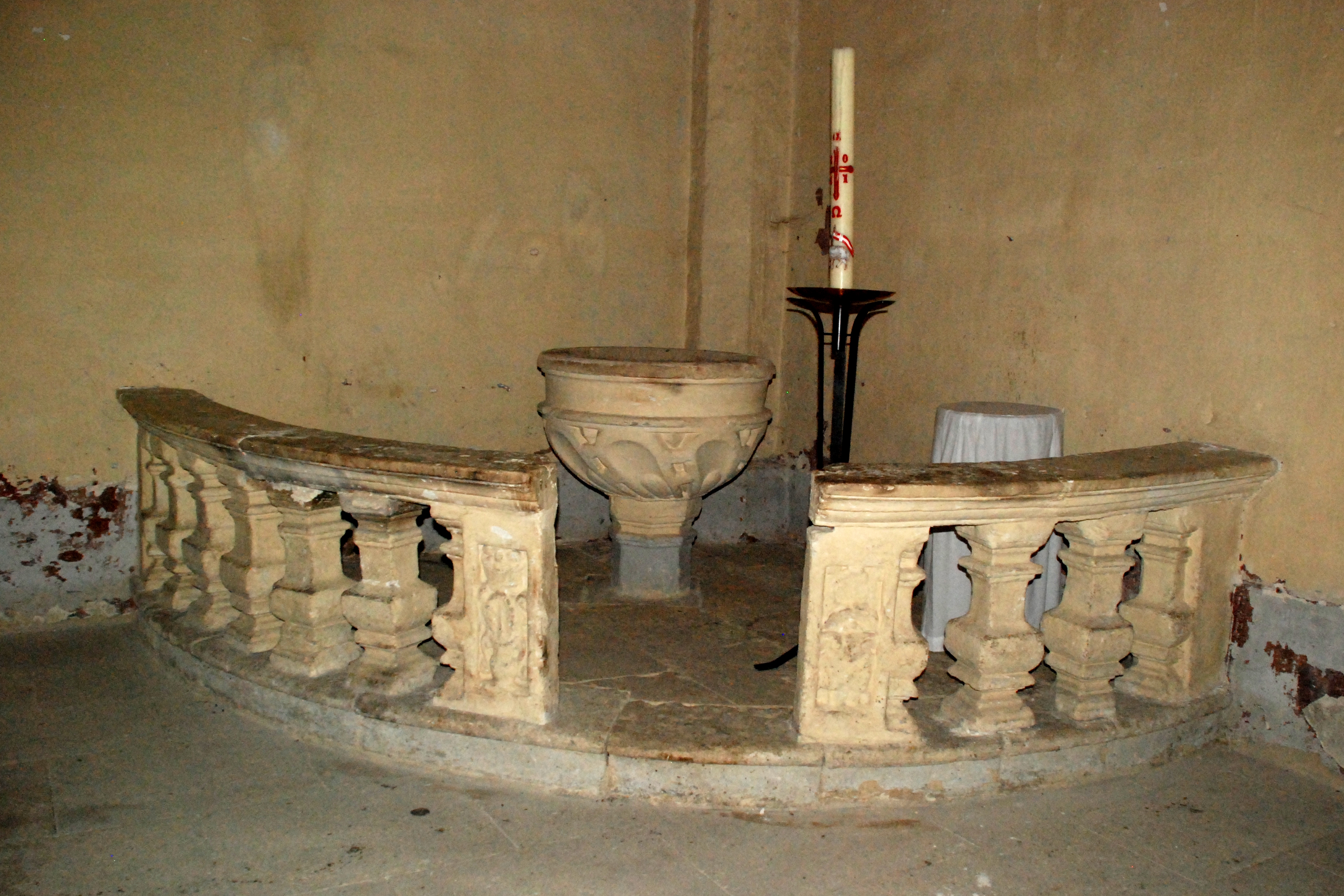
Les fonts baptismaux.
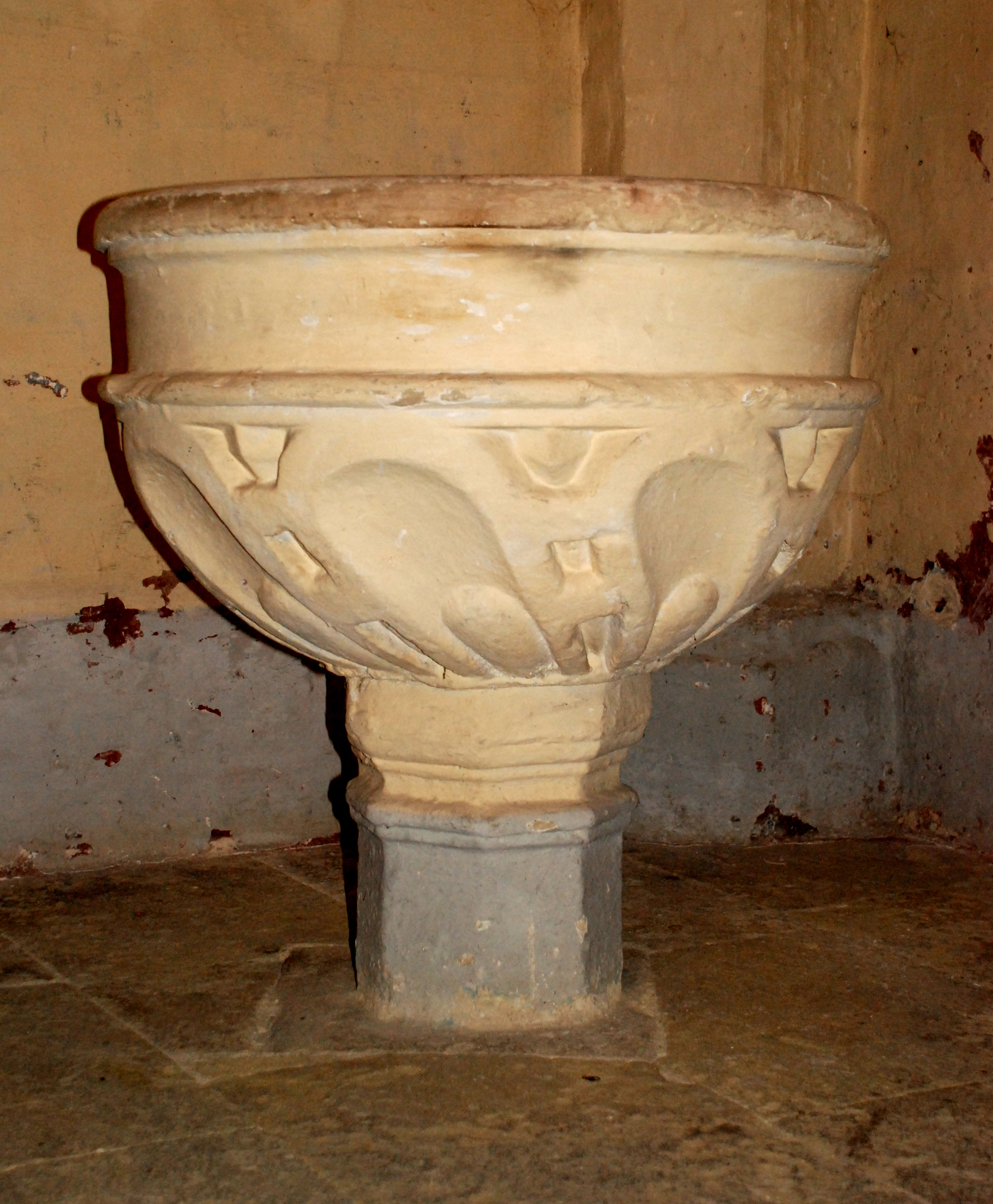
La cuve baptismale.

### Le Mariage mystique de sainte Catherine

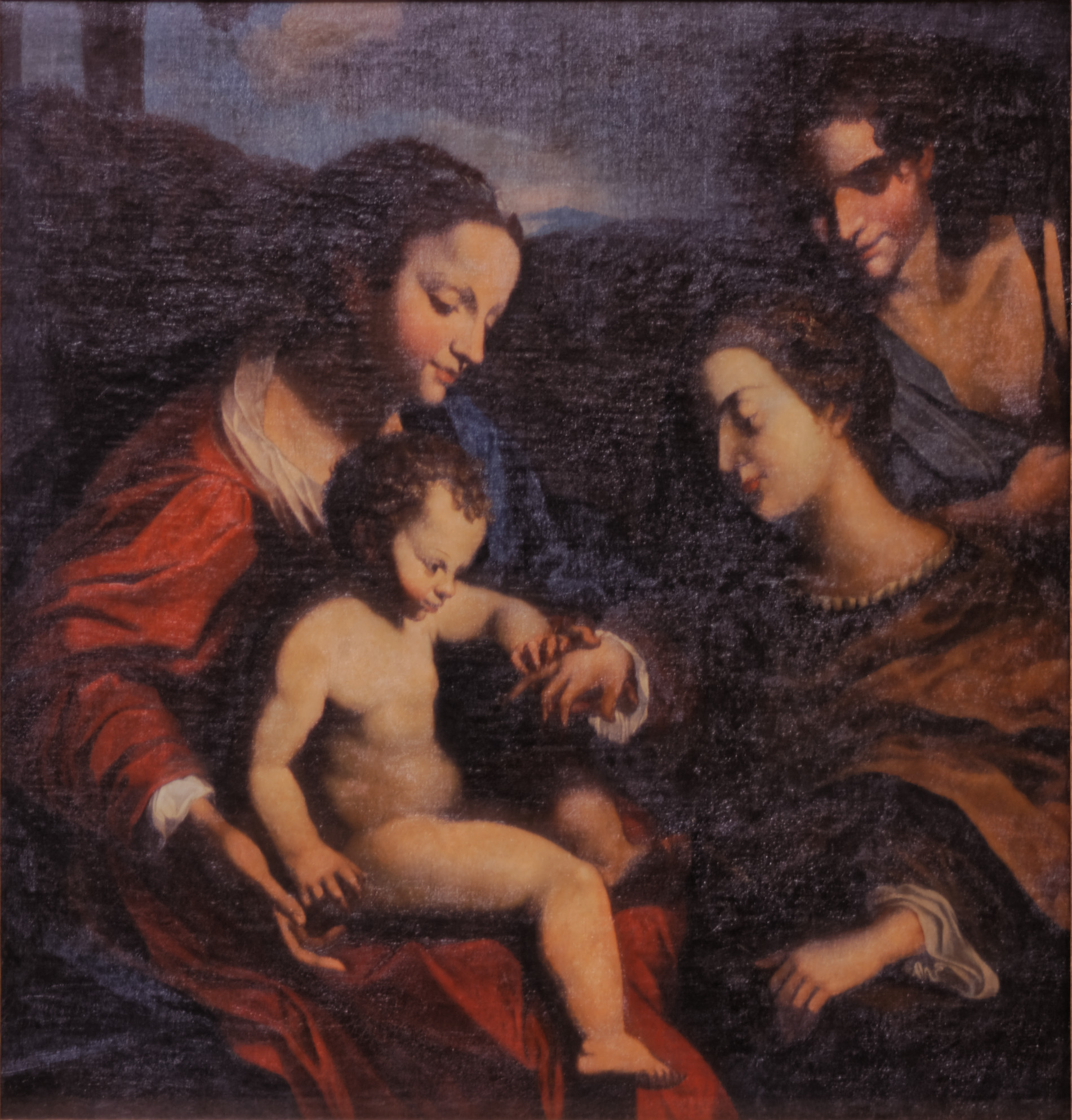
Le Mariage mystique de sainte Catherine.

L'église abrite par ailleurs une copie, datant du XVIIe siècle du tableau du Corrège intitulé  Le Mariage mystique de sainte Catherine d'Alexandrie en présence de saint Sébastien. Ce tableau est classé monument historique au titre objet depuis le 7 décembre 1965.